# Regierung Rawlings
Regierung Rawlings bezeichnet die Regierungszeit unter Präsident Jerry John Rawlings während der vierten Republik des westafrikanischen Staates Ghana.
Rawlings war zuvor zwischen 1981 und 1992 Vorsitzender der Militärjunta des Provisional National Defence Council. Die neue Verfassung der Vierten Republik wurde durch ein nationales Referendum am 28. April 1992 während der Militärjunta gebilligt. Sie sicherte Ghana den Status einer Präsidialrepublik auf der Basis eines Multi-Parteien-Systems.
Rawlings wurde der erste und der zweite Präsident der vierten Republik Ghanas. Bei der Präsidentschaftswahl 1992 ging Rawlings als Sieger hervor und bildete die erste Regierung der vierten Republik Ghanas. Vizepräsident wurde Kow Nkensen Arkaah. Die Wiederwahl gelang Rawlings bei der Präsidentschaftswahl 1996. Vizepräsident der zweiten Amtszeit wurde John Evans Atta Mills.
Rawlings war bei beiden Wahlen als Kandidat der Partei National Democratic Congress angetreten.

## Erste Regierung der Vierten Republik Ghanas

### Minister 1992–1997
| Regierung Ghanas 1992–1997                               | Regierung Ghanas 1992–1997                          | Regierung Ghanas 1992–1997                                                              | Regierung Ghanas 1992–1997                                                                         |
| Ministeramt                                              | offizielle Amtsbezeichnung                          | Amtsinhaber                                                                             | Stellvertreter                                                                                     |
| Ministerrat (Council of Ministers)                       | Ministerrat (Council of Ministers)                  | Ministerrat (Council of Ministers)                                                      | Ministerrat (Council of Ministers)                                                                 |
| -------------------------------------------------------- | --------------------------------------------------- | --------------------------------------------------------------------------------------- | -------------------------------------------------------------------------------------------------- |
| Minister für äußere Angelegenheiten                      | Minister of Foreign Affairs                         | Obed Asamoah                                                                            | |
| Minister des Innern                                      | Minister of the Interior                            | (Colonel rtd.) E.M. Osei-Wusu                                                           | |
| Minister für Verteidigung                                | Minister of Defence                                 | Alhaji Mahama Iddrissu                                                                  | |
| Generalstaatsanwalt und Minister für Justiz              | Attorney-General and Minister of Justice            | Obed Asamoah (kommissarisch im August 1994)                                             | |
| Minister für Finanzen und wirtschaftliche Planung        | Minister of Finance and Economic Planning           | Kwesi Botchwey                                                                          | |
| Minister für Bergbau und Energie                         | Minister of Mines and Energy                        | Richard Kwame Peprah                                                                    | Theresa Owusu (1992–1993)                                                                          |
| Minister für Landnutzung und Forstwesen                  | Minister of Lands and Forestry                      | Kwabena Adjei                                                                           | |
| Minister für Ernährung und Landwirtschaft                | Minister of Food and Agriculture                    | Ibrahim Issaka Adam                                                                     | |
| Minister für Umweltschutz, Wissenschaft und Technologie  | Minister of the Environment, Science and Technology | Christine Amoako-Nuamah                                                                 | |
| Minister für Bildung                                     | Minister of Education                               | Mary Grant (1992–1993), Harry Sawyerr (im August 1994), Esi Sutherland-Addy (1994–1995) | Vida Yeboah (1992–1993), daneben: Vizeminister für höhere Bildung: Esi Sutherland-Addy (1992–1993) |
| später Übernahme des Ressorts Kultur:                    |                                                     | Mary Grant (1992–1993), Harry Sawyerr (im August 1994), Esi Sutherland-Addy (1994–1995) | Vida Yeboah (1992–1993), daneben: Vizeminister für höhere Bildung: Esi Sutherland-Addy (1992–1993) |
| Minister für Bildung und Kultur                          | Minister of Education and Culture                   | Mary Grant (1992–1993), Harry Sawyerr (im August 1994), Esi Sutherland-Addy (1994–1995) | Vida Yeboah (1992–1993), daneben: Vizeminister für höhere Bildung: Esi Sutherland-Addy (1992–1993) |
| Minister für Gesundheit                                  | Minister of Health                                  | (Commodore rtd.) Steve Obimpeh (im August 1994) Eunice Brookman-Amissah (1996–1997)     | Margarett Clarke-Kwestie                                                                           |
| Minister für lokale Verwaltung und ländliche Entwicklung | Minister of Local Government and Rural Development  | Kwamena Ahwoi (im August 1994), Cecilia Johnson (bis 1997)                              | Franciska Issake (1992–1993)                                                                       |
| Minister für Verkehr und Kommunikation                   | Minister of Transport and Communications            | Edward Salia                                                                            | |
| Minister für Handel und Industrie                        | Minister of Trade and Industry                      | Emma Mitchel                                                                            | |
| Minister für Beschäftigung und soziale Wohlfahrt         | Minister of Employment and Social Welfare           | David Sarpong Boateng                                                                   | Anna Bennyiwa Doe                                                                                  |
| Minister für Information                                 | Minister of Information                             | Kofi Totobi Quakyi                                                                      | |
| Minister für parlamentarische Angelegenheiten            | Minister of Parliamentary Affairs                   | J.H. Owusu-Acheampong                                                                   | |

Zusätzlich existierten noch neun weitere Nicht-Kabinettsminister, die u. a. die Ressorts für Straßen und Autobahnen, öffentliche Arbeiten und Wohnungswesen, Tourismus sowie Jugend und Sport bekleideten.

### Regionalminister
| Regionalminister Ghanas 1992–1996 | Regionalminister Ghanas 1992–1996                                 | Regionalminister Ghanas 1992–1996 |
| Region                            | Regionalminister                                                  | Vizeminister                      |
| --------------------------------- | ----------------------------------------------------------------- | --------------------------------- |
| Ashanti Region                    | Daniel Ohene Agyekum                                              | Joana Appiah-Dwomal               |
| Brong Ahafo Region                | I.K. Adjei-Mensah                                                 |                                   |
| Central Region                    | Ebenezer Kwabena Fosu                                             |                                   |
| Eastern Region                    | (Major) Emmanuel Tetteh, Patience Addow (kommissarisch 1996–1997) |                                   |
| Greater Accra Region              | Michael Afedi Gizo                                                |                                   |
| Northern Region                   | (Lieutenant-Colonel rtd.) Abdulai Ibrahim                         |                                   |
| Upper East Region                 | (Sherif) A. Guma                                                  |                                   |
| Upper West Region                 | J. Yeleh Chireh                                                   |                                   |
| Volta Region                      | Modestus Ahiable                                                  |                                   |
| Western Region                    | John Abu                                                          |                                   |

### Sonstige
Vorsitzender des Staatsrates
- Alhaji Mumuni Bawumia

Oberster Richter
- Phillip E.N.K. Archer

Parlamentssprecher
- Daniel F. Annan

## Zweite Regierung der vierten Republik

### Minister 1997–2001
| Regierung Ghanas 1997–2001                                                                                    | Regierung Ghanas 1997–2001                                                                              | Regierung Ghanas 1997–2001                                                                                   | Regierung Ghanas 1997–2001                               |
| Ministeramt                                                                                                   | offizielle Amtsbezeichnung                                                                              | Minister | Vizeminister                                             |
| --- | --- | --- | -------------------------------------------------------- |
| Minister für äußere Angelegenheiten                                                                           | Minister of Foreign Affairs                                                                             | Kwamena Ahwoi (1997–1997) James Victor Gbeho (ab 1997)                                                       | Joseph Ahwa Laryea                                       |
| Minister des Innern                                                                                           | Minister of the Interior                                                                                | Nii Okaidja Adamafio                                                                                         |                                                          |
| Minister für Verteidigung                                                                                     | Minister of Defence                                                                                     | (Lieutenant-Colonel, später: Colonel) Enoch K.T. Donkoh                                                      | Toni Aidoo                                               |
| Minister für Nationale Sicherheit                                                                             | Minister of National Security                                                                           | Kofi Totobi Quakyi                                                                                           |                                                          |
| Generalstaatsanwalt und Minister für Justiz                                                                   | Attorney-General and Minister of Justice                                                                | Obed Asamoah                                                                                                 | Martin Amidu                                             |
| Minister für lokale Verwaltung                                                                                | Minister of Local Government                                                                            | Kwamena Ahwoi (im August 1999), Cecilia Johnson (im August 2000)                                             | Cecilia Johnson (1997–1999), Francis Korbieh             |
| Minister für Ernährung und Landwirtschaft                                                                     | Minister of Food and Agriculture                                                                        | J.H. Owusu-Acheampong                                                                                        | M.K.K. Akyeampong Clement Bugase Asiedu Nketia           |
| Minister für Finanzen                                                                                         | Minister of Finance                                                                                     | Richard Kwame Peprah                                                                                         | Victor Selormey K.B. Amissah-Arthur                      |
| Minister für Handel und Industrie                                                                             | Minister of Trade and Industry                                                                          | John Frank Abu (im August 1999) Dan Abodakpi (im August 2000)                                                | (Commander) P.M.G. Griffiths                             |
| Minister für Landnutzung und Forstwirtschaft                                                                  | Minister of Lands and Forestry                                                                          | Christina Amoako-Nuama (ab 1998) (abweichend: Christine Amooko-Noamah)                                       | Richard Dornu Nartey Moses Mayong Bilijo                 |
| Minister für Bergbau und Energie                                                                              | Minister of Mines and Energy                                                                            | Fred Ohene-Kena (im August 1999) John Ebu (im August 2000) (andere Quelle: ...Abu)                           | Simon Abingya                                            |
| Minister für Bildung                                                                                          | Minister of Education                                                                                   | Christina Amoako-Nuamah (bis 1998), Ekwow Spio-Garbrah (ab 1998)                                             | Kwabena Kyere Mohamed Ibn Chambas                        |
| Minister für Umweltschutz, Wissenschaft und Technologie                                                       | Minister of the Environment, Science and Technology                                                     | Cletus Avoka                                                                                                 | Farouk Braimah Sam P. Yalley Nana Akwasi Agyeman         |
| Minister für Gesundheit                                                                                       | Minister of Health                                                                                      | Eunice Brookman-Amissah (bis 1999), Samuel Nuamah-Donkor (im August 1999) Kwame Danso Boafo (im August 2000) | Margarett Clarke-Kwestie, Charles Martey-Akrasu Kpapitey |
| Minister für Beschäftigung und soziale Wohlfahrt                                                              | Minister of the Employment and Social Welfare                                                           | Alhaji Muhammad Mumuni                                                                                       | Anna Bennyiwa Doe Austin Gamey                           |
| Minister für Kommunikation                                                                                    | Minister of Communications                                                                              | John Mahama                                                                                                  | Owuraku Amofa Frau Rebecca Adotey                        |
| Minister für Straßen und Verkehr                                                                              | Minister of Roads and Transport                                                                         | Edward Salia                                                                                                 | Mike Hammah Steve Akorli                                 |
| Minister für parlamentarische Angelegenheiten                                                                 | Minister of Parliamentary Affairs                                                                       | Kwabena Adjei                                                                                                |                                                          |
| Stabschef der Präsidentschaft                                                                                 | Presidential Staffer                                                                                    | John E. Afful                                                                                                | Asuanko-Ntomo Atakora                                    |
| Minister für Information                                                                                      | Minister of Information                                                                                 | Kofi Totobi Quakyi                                                                                           |                                                          |
| Staatsminister für Planung, regionale wirtschaftliche Zusammenarbeit und Integration                          | Minister of State for Planning and Regional Economic Co-operation and Integration                       | Kwamena Ahwoi                                                                                                |                                                          |
| Staatsminister beim Präsidenten mit der Zuständigkeit für Häuptlingsangelegenheiten und das Staatsprotokoll   | Minister of State at the Presidency responsible for Chieftancy Affairs and State Protocol               | Daniel Ohene Agyekum                                                                                         |                                                          |
| Staatsminister beim Präsidenten mit der Zuständigkeit für die Nationale Entwicklungsplanungskommission (NDPC) | Minister of State at the Presidency responsible for the National Development Planning Commission (NDPC) | Kojo Yankah                                                                                                  |                                                          |
| Staatsminister beim Präsidenten ohne Amtsbereich                                                              | Minister of State at the Presidency Without Portfolio                                                   | Margaret Clarke-Kwesi, Abdulai Salifu, Kobena Fosu, David Amankwaa                                           |                                                          |
| Nicht-Kabinettminister                                                                                        | | |                                                          |
| Minister für Tourismus                                                                                        | Minister of Tourism                                                                                     | Vida Amaadi Yeboah (vor August 1999), Mike Gezo (im August 1999), Hawa Yakubu Ogede (2001–2002)              | Nana Paddy Acheampong                                    |
| Minister für öffentliche Arbeiten und Wohnungswesen                                                           | Minister of Works and Housing                                                                           | Isaac Adjei-Mensah                                                                                           | Alhaji Amadu Seidu, Alex Akuffo                          |
| Minister für Jugend und Sport                                                                                 | Minister of Youth and Sports                                                                            | Enoch Teye Mensah (1998–2001), Papa Owusu-Ankomah (August 2001 – September 2001)                             | Peter Vaughan-Willims, E.A. Ayirebi-Acquah               |
| Nicht-Kabinettminister ohne Amtsbereich                                                                       | Non-Cabinet Minister Without Portfolio                                                                  | Alhaji Amidu Sulemana, Mai Emmanuel Tetteh, Margaret Clarke-Kestie (1999–2000)                               |                                                          |

### Regionalminister
| Regionalminister Ghanas 1996–2001 | Regionalminister Ghanas 1996–2001                                | Regionalminister Ghanas 1996–2001      |
| Region                            | Regionalminister                                                 | Vizeminister                           |
| --------------------------------- | ---------------------------------------------------------------- | -------------------------------------- |
| Ashanti Region                    | Samuel Nuamah-Donkoh (ab 1996), Kojo Yankah (im Aug.2000 – 2001) | Joana Appiah-Dwomoh                    |
| Brong Ahafo Region                | David Osei-Wusu                                                  | George Owusu                           |
| Central Region                    | Jacob Arthur                                                     | H.Q. Jehu-Appiah                       |
| Eastern Region                    | Patience Addow (abweichend: Addo, Aidow)                         |                                        |
| Greater Accra Region              | Joshua Alabi                                                     |                                        |
| Northern Region                   | Joshua Alabi (Alhaji) Seidu Iddi (im Aug.2000 – 2001)            | Nasamu Asabigi                         |
| Upper East Region                 | Donald Adabre                                                    | (Hajia) Fati Seidu (abweichend: Seidy) |
| Upper West Region                 | Amidu Sulemana                                                   |                                        |
| Volta Region                      | (Lieutenant-Colonel) Charles K. Agbenaza                         | Kwasi Aboagye                          |
| Western Region                    | Esther Lily Nkansah                                              | S. P. Amadu                            |

### Ernennungen im Büro des Präsidenten
Sekretär des Präsidenten:
- J. L. M. Amissah

Sekretär des Kabinetts
- Francis Adjei-Danso

Adjutant des Präsidenten (Presidential aide):
- Kofi Awoonor
- D. S. Boateng

Präsidentenberater in Regierungsangelegenheiten (Presidential Advisor on Governmental Affairs):
- Alhaji Mahama Iddrisu

Sonderassistent des Präsidenten:
- Nathan Quao
- Ato Dadzie

Staatsminister im Büro des Präsidenten
- Margaret Clarke-Kwestie (2000–2001)

### Ernennungen der Regierung
als Leiterin des Ghana Airways Board:
- Victoria Addy

als Vorsitzender des Lands Commission Board:
- Grace Orleans

als Vorsitzender der Fischereikommission:
- (Rear Admiral) Osei Owusu-Ansah (gleichzeitig: Kommandeur der Seestreitkräfte Ghanas)

### Sonstige
Parlamentssprecher:
- Daniel F. Annan

Oberster Richter (Chief Justice):
- Martin Amidu
- Isaac Kobina Abban (im August 1999)

Staatsratsvorsitzender (Chairman of the Council of State):
- Alhaji Mumuni Bawumia